# Скайлайн 2
«Скайла́йн 2» (англ. Beyond Skyline) — американский малобюджетный научно-фантастический боевик. Является сиквелом фильма «Скайлайн» 2010 года.

## Сюжет
Марк Корли, детектив полиции Лос-Анджелеса, помогает своему отчуждённому сыну Тренту выйти из тюрьмы как раз в тот момент, когда начинается вторжение инопланетян. Всё население города попадает в различные космические корабли. Марк ведёт группу выживших людей через подземные туннели метро, чтобы спастись. Выжившие — Марк, Трент, транзитный оператор Одри и бездомный, известный только как «сержант», который невосприимчив к синему свету из-за своей слепоты, — убегают на пристань после ядерного уничтожения города, но там их похищают инопланетяне на флагманском корабле.
На борту космического корабля Марк пытается найти своего сына и обыскивает различные камеры, где он встречается с выжившей Элейн и её трансформированным бойфрендом Джарродом (из первого фильма). Элейн объясняет, что Джаррод сохранил контроль над своим разумом, несмотря на превращение в биомеханического инопланетного солдата. Хотя Элейн на третьем месяце беременности, её беременность ускорилась, и она родила новорождённую дочь. Элейн умирает во время родов, и Марк и Джаррод объединяются, чтобы уничтожить инопланетный корабль, установив инопланетную взрывчатку внутри систем управления кораблём. Когда Джаррод погибает, сражаясь с инопланетным лидером, Марк спасает Одри, но слишком поздно, чтобы спасти своего сына. Трент взял его мозг и поместил в другую инопланетную биомеханическую машину. Сержант жертвует собой, чтобы Марк, Одри и ребёнок могли выбраться из камеры. Умирающий Джаррод уничтожает корабль, который терпит крушение в сельской местности Лаоса.
Пока инопланетный космический корабль ремонтирует себя, Марка, Одри и ребёнка находят преступник Суа и его сестра Канья, которые уклоняются как от инопланетян, так и от местной полиции. Когда они идут через джунгли, группа обнаруживает, что человеческий ребёнок растёт с ускоренной скоростью от новорождённого до трёхлетнего ребёнка всего за один день. Суа и Канья ведут Марка, Одри и ребёнка к скрытому убежищу сопротивления людей, расположенному в местных развалинах. Там Харпер, медицинский офицер и бывший контрабандист наркотиков, исследует девочку и узнаёт о её уникальной ДНК. Харпер считает, что её кровь может быть ключом к победе над инопланетянами из-за её эволюционирующей ДНК. Используя кровь ребёнка и восстановленную инопланетную технологию, Харпер разрабатывает сыворотку, которая, по его мнению, освободит биомеханических солдат от инопланетного контроля и восстановит их человеческую личность. Хотя Суа настаивает на том, чтобы убить всех биомеханических солдат, Марк убеждает Суа позволить ему спасти Трента.
Во время патрулирования Канья встречает четвероногого инопланетянина-танкиста и жертвует собой, заманивая его на старое минное поле, оставшееся после вьетнамской войны. Хотя она уничтожает его, она невольно выдаёт их местоположение инопланетным кораблям, ищущим человеческое новорождённое дитя. Они сходятся на человеческой базе. Во время последовавшей битвы между инопланетянами и людьми несколько членов человеческого сопротивления, включая Харпера, были убиты. Марк входит в приземлённый инопланетный корабль, где он использует сыворотку Харпера, чтобы превратить синий свет, контролирующий разум, в красный свет, который освобождает управляемых разумом биомеханических солдат. Прежде чем он сможет развернуть его, лидер пришельцев и его орда инопланетных воинов атакуют человеческое сопротивление и отключают свет. Трент, чей разум восстановился после встречи с отцом, отбивается внутри гигантского инопланетного танкера. Пока лидер пришельцев занят борьбой с Трентом, ребёнок фиксирует и разворачивает красный свет, освобождая биомеханических солдат, и Трент побеждает лидера пришельцев. Когда Земля спасена, Одри называет девочку Розой в честь умершей жены Марка.
Десять лет спустя Роза, теперь уже взрослая, взяла под свой контроль инопланетный корабль, и Трент стал её заместителем. Роза ведёт освобождённых биомеханических солдат и людей в атаку на другие инопланетные корабли вокруг Луны, включая главный космический корабль.

## В ролях
- Фрэнк Грилло — Марк Корли, детектив
- Бояна Новакович — Одри, транспортный работник
- Джонни Уэстон — Трент Корли, сын Марка
- Каллэн Мулвей — Харпер, доктор по человеческому сопротивлению
- Антонио Фаргас — Сардж, слепой бездомный
- Яян Рухьян — Шеф, лидер ополчения
- Пэмелин Чи — Канья, сестра Суа
- Джейкоб Варгас — Гарсиа, полицейский, друг Марка
- Ико Ювайс — Суа, лидер подпольного сопротивления
- Линдси Морган — капитан Роуз, лидер сопротивления
- Саманта Джин — Элейн, пленница, мать Роуз
- Бетти Гэбриел — Джонс, коп
- Тони Блэк — Джаррод (в воспоминаниях)

## Релиз
Фильму был присвоен рейтинг R (MPAA). Первый трейлер был выпущен 16 августа 2017 года. Премьера фильма состоялась на Ситжесском кинофестивале 8 октября 2017 года. Фильм был показан на нескольких жанровых кинофестивалях. «Скайлайн 2» был выпущен на VOD и Digital 15 декабря 2017 года, а также на DVD и Blu-Ray 8 января 2018 года.

## Критика
Фильм получил смешанные отзывы кинокритиков. По состоянию на июнь 2020 года фильм имеет 65 % рейтинг одобрения на сайте агрегатора рецензий Rotten Tomatoes, основанный на 20 отзывах с рейтингом одобрения 5,51 из 10. На Metacritic фильм имеет средневзвешенную оценку 46 из 100, основанную на 8 критиках, что указывает на «смешанные или средние отзывы».